# ベグテル
ベグテル(モンゴル語: Бэгтэр,中国語: 別克帖兒,? - ?)とは、キヤト・ボルジギン氏の長イェスゲイの庶子で、モンゴル帝国の創設者チンギス・カン（テムジン）の弟。ベクテルとも。

## 概要
キヤト・ボルジギン氏の長イェスゲイと側室の間に生まれ、同母兄弟にはベルグテイが、異母兄弟にはテムジン（後のチンギス・カン）、ジョチ・カサル、カチウン、テムゲ・オッチギン、テムルンらがいた。
イェスゲイ・バートルがタタル部の策略によって急死するとキヤト・ボルジギン氏は離散してしまい、イェスゲイの正妻ホエルンと幼い息子たちは困窮した生活を余儀なくされた。
ある時、テムジンとカサル、ベグテル、ベルグテイの4人が釣りをしていると、テムジンとカサルが釣った魚をベグテルとベルグテイが奪っていってしまった。これを不満に思ったテムジンとカサルがホエルンに訴えたが、ホエルンは「影より他に友はなく、馬より他に鞭もない」孤立した家族の中でさらに仲違いをするべきではない、と2人を諭した。
しかし、テムジンとカサルはホエルンの言葉に納得せず、ベグテルとベルグテイとはもう一緒にやっていけないと考え、2人を殺すことにした。後にベグテルが小山にいるとき、彼を殺そうとカサルは遠くから弓をつがえ、テムジンは後ろから近づいていくとベグテルはこれに気づき、以下のように述べた。
そしてベグテルは平然とあぐらをかいて2人を待ち受け、テムジンとカサルによって射殺された。このことを知ったホエルンは2人を怒り心を痛めたが、テムジンらはベグテルの遺言通りベルグテイに手を出すことはなく、後にベルグテイはテムジン（チンギス・カン）の覇業に貢献することになった。
以上のベグテルにまつわる逸話は『モンゴル秘史』にのみ見られるもので、他の重要史料たる『元史』、『集史』などには全く見られず、そもそもベグテルの存在自体について言及されない。そのため、ベグテルの実在を疑う説も存在する。